# Gardasil
Gardasil (Merck & Co.), también conocido como Gardisil o Silgard o vacuna recombinante contra el virus del papiloma humano (tipos 6, 11, 16, 18), es una vacuna para la prevención de ciertas cepas del virus del papiloma humano (VPH), específicamente los tipos 6, 11, 16 y 18. Los tipos 16 y 18 del VPH causan un estimado de 70 % de los cánceres cervicales, y son responsables de la mayoría de los casos de cánceres anal, vulvar, vaginal y de pene. VPH tipos 6 y 11 causan aproximadamente 90 % de los casos de verrugas genitales. Aunque no cura la infección existente, se recomienda la vacunación para las personas VPH positivos, ya que puede proteger contra una o más cepas diferentes de la enfermedad.
La tasa de riesgo de VPH en mujeres sexualmente activas entre 14 y 24 años se incrementa cada año un 27 %. Las cepas de VPH contra las cuales protege el Gardasil, son transmitidas sexualmente. Fue aprobada en Estados Unidos el 8 de junio de 2006 por la «Administración de Alimentos y Medicamentos» (FDA). En 2008, el Gradasil fue aprobado en 41 de los estados de Estados Unidos. La vacuna Gardasil también ha sido aprobada en otros 120 países. La FDA recomienda la vacunación antes de la adolescencia y de la potencial actividad sexual.

## Usos médicos
El Gardasil es una vacuna profiláctica para el VPH, lo que significa que está diseñada para prevenir las infecciones por el VPH. Para su máxima eficacia, se recomienda que las niñas reciban la vacuna antes de volverse sexualmente activas. Las mujeres que ya estén infectadas por uno o más de los 4 tipos de VPH incluidos en la vacuna (6, 11, 16, 18) quedarán protegidas contra los efectos causados por los otros tipos de VPH restantes en la vacuna.
Debido a que Gardasil no bloqueará la infección con todos los tipos de VPH que pueden causar cáncer cervical, la vacuna no debe considerarse un sustituto de las pruebas de Papanicolaou de rutina.
Pocas infecciones de VPH significa menos complicaciones del virus y menos tiempo y dinero gastado en la detección, evaluación, y tratamiento del cáncer cervical y su precursor, la displasia cervical. Previene las biopsias cervicales (o conizaciones), así como las histerectomías, y reduce los graves problemas respiratorios severos de niños que nacen infectados por el VPH de sus madres.
Además, se espera que la protección contra el VPH 6 y el VPH 11 elimine el 90 % de los casos de verrugas genitales. Gardasil también protege contra el cáncer vulvar y el cáncer vaginal causado por los tipos 16 y 18 del VPH..
En diciembre del 2010, Gardasil fue aprobado por la FDA para la prevención del cáncer anal y las lesiones pre-cancerosas asociadas al virus del Papiloma Humano (VPH) tipos 6, 11, y 18 en personas con edades entre los 9 y 26 años.
Las infecciones del VPH, especialmente el VPH 16, se relacionan a algunos tipos de cáncer de cabeza y cuello (el VPH se encuentra en un 26-35 % de las células de los carcinomas de cabeza y cuello). En principio, las vacunas HPV pueden ayudar a reducir la incidencia de tales cánceres causados por HPV, pero esto no ha sido demostrado.
A Merck se le negó la aprobación de la FDA para comercializar Gardasil en mujeres de 27 a 45 años de edad. Aunque se encontró que era segura y efectiva en la prevención de las verrugas genitales, no fue efectiva en la prevención del cáncer cervical en ese grupo de edad. Esto se debe a que las tasas de VPH aumentan rápidamente durante la adolescencia y a principios de los veinte años, pero las posibilidades disminuyen a medida que las personas alcanzan edades mayores a veinte años.
En 2024, la vacuna contra el virus del papiloma humano (VPH) sigue siendo un componente clave en los programas de salud pública a nivel mundial. Se ha ampliado el acceso a la vacunación en diversos países, con un enfoque en la inmunización de adolescentes y jóvenes adultos. Las campañas de concientización continúan enfatizando la importancia de la vacunación en la prevención del cáncer cervical y otros tipos de cáncer relacionados con el VPH. Además, nuevas investigaciones han explorado la eficacia de la vacuna contra variantes emergentes del virus.

### Eficacia
Una vacuna alternativa conocida como Cervarix es fabricada por GlaxoSmithKline. Protege contra dos cepas de VPH, 16 y 18.
El Instituto Nacional del Cáncer menciona: «Se ha demostrado que Gardasil y Cervarix proporcionan protección contra las infecciones cervicales persistentes del tipo VPH 16/18 hasta por 8 años, el cual es el tiempo máximo de seguimiento que se ha investigado hasta el momento. También se ha encontrado que la vacunación contra el VPH previene casi el 100 por ciento de los cambios pre-cancerosos en las células cervicales que habrían sido causados por el VPH tipo 16/18. Los datos muestran hasta ahora una duración de protección de hasta 6,4 años con Cervarix y hasta 5 años para Gardasil. En mujeres que no estaban infectadas con el VPH en el momento de la vacunación».
Gardasil ha demostrado ser parcialmente efectivo (aproximadamente un 38 %) en la prevención del cáncer cervical causado por otros diez tipos de VPH de alto riesgo.
Los niveles de anticuerpos al mes 3 (1 mes después de la segunda dosis) son substancialmente más altos que al mes 24 (18 meses después de la tercer dosis), lo que sugiere que la protección se logra en el mes 3 y quizás antes. Esto no implica que la tercera dosis puede ser omitida.[cita requerida] Un estudio ha demostrado que Cervarix puede ser eficaz con menos de tres dosis, pero el resultado puede no aplicarse a Gardasil y se necesitan más estudios.
En abril de 2014, la Organización Mundial de la Salud recomendó que los países ofrecieran la vacuna en un programa de dos dosis a las niñas menores de 15 años, con una diferencia de al menos seis meses entre cada dosis.El Reino Unido, Suiza, México y Quebec se encuentran entre los pocos países o territorios que lo han implementado hasta junio de 2015. Los CDC recomiendan que las vacunas se administren mediante dos dosis en seis meses.

### Varones
Gardasil también es eficaz en los hombres, proveyendo protección contra las verrugas genitales, cáncer anal y algunas lesiones potencialmente pre-cancerosas causadas por algunos tipos de VPH. Un estudio en curso de 4065 varones demostró la eficacia de Gardasil en varones que no tenían infección del VPH antes de la vacunación. La vacunación se espera que proteja contra el cáncer de pene y el cáncer anal causado por los tipos de VPH incluidos, y la investigación en esta área está en curso. La vacuna Gardasil ha demostrado disminuir significativamente el riesgo de contraer verrugas genitales en hombres jóvenes. En los Estados Unidos la Administración de Alimentos y Medicamentos (FDA) aprobó la administración de la vacuna a varones de 9 a 26 años de edad en diciembre del 2014, y extendió la indicación de edad, incluyendo a los varones entre edades de 16 y 26 años en diciembre de 2015.
En el Reino Unido, las vacunas contra el VPH están autorizadas para varones de 9 a 15 años de edad y para las mujeres de 9 a 26 años de edad.
Los hombres que tienen sexo con hombres (MSM) están particularmente en riesgo de padecer enfermedades asociadas con el VPH tipos 6, 11, 16, y 18, las enfermedades y cánceres que tienen una mayor incidencia entre los MSM incluyen neoplasias anales intraepiteliales, cánceres anales y verrugas genitales. El tipo 16 también está asociado con el carcinoma de las células orofaríngeas, una forma de cáncer de garganta. Un estudio del 2005 en San Francisco encontró que el 95 % de los homosexuales infectados con el VPH también tenían infección anal del VPH, de los cuales el 50 % tenían lesiones pre-cancerosas causadas por el VPH.

### Administración
Gardasil se administra en tres inyecciones durante seis meses. La segunda inyección dos meses después de la primera y la tercera inyección es seis meses después de que la primera inyección fue administrada.. Alternativamente, en algunos países se administran dos dosis de inyecciones con al menos seis meses entre ellas, para individuos con edades entre 9 y 13 años.

## Efectos adversos
A partir de abril de 2014, más de 170 millones de dosis de Gardasil habían sido distribuidas por todo el mundo. La vacuna fue probada en miles de mujeres (edades de 9 a 26). La Administración de Comida y Medicamento (FDA) y los Centros de Control y Prevención de Enfermedades (CDC) consideran a la vacuna segura. No contiene mercurio, thiomersa, virus vivos o virus muertos, sino virus como partículas, los cuales no se pueden reproducir en el cuerpo humano.
Publicaciones del FDA y del CDC exponen que la vacuna tienen efectos menores colaterales, tales como dolor alrededor del área de la inyección. El desmayo es más común entre adolescentes recibiendo la vacuna Gardasil que en otras clases de vacuna. Los pacientes deben permanecer sentados durante 15 minutos después de que reciban la vacuna del VPH. Ha habido informes de que la inyección es más dolorosa que otras vacunas comunes, el fabricante Merck atribuye esto en parte al virus como partículas en la vacuna. En General los efectos secundarios del tiro puede incluir dolor articular y muscular, fatiga, debilidad física y malestar general.
Una actualización sobre acontecimientos adversos fue publicado por la Revista de la Asociación Médica Americana y consideró los datos del Sistema de Informes de Acontecimientos Adversos de la Vacuna (VAERS), cubriendo 12 424 acontecimientos adversos reportados después de alrededor 23 millones de dosis de vacuna entre junio de 2006 y diciembre de 2008. La mayoría de acontecimientos adversos fueron menores y no mayores que las tasas antecedentes comparadas con otras vacunas, la excepción siendo las tasas mayores para los eventos de síncope y tromboembolismos venosos. Los acontecimientos venosos tromboembólicos estaban observados en 56 informes a una tasa de 0,2 casos por 100 000 dosis distribuidas e incluidos 19 casos de embolismo pulmonar, cuatro de los cuales fueron fatales. Total, 772 eventos (6,2 % del número total de efectos adversos pero solo 0,003 % del número total de dosis) fueron descritos como serios e incluían 32 muertes informadas (1 por 1 000 000 de dosis).
Otros efectos adversos incluyen reacciones en el sitio local (7,5 casos por 100 000 dosis distribuidas), dolores de cabeza (4,1 casos por 100 000 dosis distribuidas), reacciones de hipersensibilidad (3,1 casos por 100 000 dosis distribuidas), y urticaria (colmena) (2,6 casos por 100 000 dosis distribuidas). Un estudio Permanente Kaiser siguiendo 190 000 chicas y mujeres tras la vacunación por dos años encontraron que las tasas de los trastornos autoinmunes lupus, la artritis reumatoide, la artritis reumatoide juvenil, la trombocitopenia idiopática púrpura (ITP) la anemia hemolítica, la esclerosis múltiple, tiroiditis y la diabetes mellitus tipo 1 en personas vacunadas eran las mismas que en las personas no vacunadas.
La FDA y los CDC dijeron que con millones de vacunas «por casualidad algunos efectos adversos graves y muertes» se producirá en el período de tiempo después de la vacunación, pero no tienen nada que ver con la vacuna. Más de veinte mujeres que recibieron la vacuna Gardasil han muerto, pero estas muertes no se han conectado causalmente a la vacuna. Donde la información ha estado disponible, la causa de muerte fue explicada por otros factores. Igualmente un pequeño número de casos de Síndrome de Guillain-Barré (GBS) han sido reportados siguiendo la vacunación con Gardasil, sin embargo no hay evidencia que conecte GBS a la vacuna. Se desconoce por qué una persona desarrolla GBS, o lo que inicia la enfermedad.
Los seguimientos de los acontecimientos de la FDA y del CDC para ver si hay patrones, o eventos más serios que podrían ser esperados de la casualidad solo. La mayoría (68 %) de los datos de efectos secundarios fueron informados por el fabricante, pero en alrededor del 90 % de los eventos reportados por los fabricantes, no fue dada información de seguimiento que podría ser útil para investigar el evento más lejos. En febrero del 2009, el ministro español de sanidad suspendió el uso de un lote de Gardasil después que autoridades sanitarias en la región de Valencia informarán que dos chicas se habían puesto enfermas después de recibir la inyección. Merck ha declarado que no había evidencia de que Gardasil fue responsable de las dos enfermedades.

### Controversia en Colombia
En 2014 en Colombia centenares de niñas y adolescentes del municipio rural de El Carmen de Bolívar experimentaron una serie de síntomas extraños (parestesias, cefaleas, dolor torácico, dolor de articulaciones, depresión, entre otros) tras la aplicación de Gardasil en unas jornadas de vacunación escolar. Al no hallarse una relación causal entre los síntomas y la vacuna, pero no poderse determinar tampoco un diagnóstico etiológico que explicase el problema de salud, las autoridades sanitarias plantearon la hipótesis de que lo sucedido podía responder a una sugestión colectiva, lo que generó una controversia científica y mediática, e hizo que la Corte Constitucional determinase en 2017 la no obligatoriedad en la aplicación de la vacuna y la necesidad de contar con un consentimiento informado para hacerlo. El caso originó un abrupto descenso de la tasa de vacunación contra el VPH en Colombia. Factores como la forma obligatoria de aplicar la vacuna en el municipio, el trato dispensado por las autoridades sanitarias a las afectadas y sus familiares, o la persistencia en el tiempo del problema de salud han hecho que el caso se haya catalogado en la literatura científica como un ejemplo de violencia sistémica y de género y se haya empleado para poner en cuestión la definición lo que se consideran efectos adversos de Gardasil.

## Ingredientes
- Proteína Cápside Mayor L1 de VPH tipos 6, 11, 16 y 18
- sulfato de hidroxifosfato de aluminio amorfo (adyuvante)
- proteína de levadura
- cloruro de sodio
- L-histidina
- polisorbato 80
- borato de sodio[13][37]

### Biotecnología
La proteína cápside mayor del VPH, L1, puede espontáneamente ensamblarse ella misma en el virus como partículas (VLPs) que se parece a los auténticos viriones del VPH. Gardasil contiene VLPs recombinantes montados desde las proteínas L1 del VPH de los tipos 6, 11, 16 y 18, Desde que las VLPs carecen del ADN viral, no pueden inducir cáncer. Si pueden, sin embargo, disparar una respuesta de anticuerpo que protege a los receptores de la vacuna de volverse infectados con los tipos de VPH representados en la vacuna. Las proteína L1 están producidas por fermentaciones separadas en recombinantes de Saccharomyces cerevisiae y auto montado en VLPs.

## Ventajas de la salud pública
El Instituto Nacional del Cáncer (Estados Unidos) escribe:
La vacunación generalizada tiene el potencial de reducir las muertes del cáncer cervical alrededor del mundo tanto como dos terceras partes. Además, las vacunas pueden reducir la necesidad del cuidado médico, biopsias, y procedimientos invasivos asociados con el seguimiento de las pruebas de Papanicolau, así ayudando a reducir los costes de los cuidados de salud y las preocupaciones relacionadas con las pruebas anormales de Papanicolau y los procedimientos de seguimiento.

### Impacto a largo plazo y eficacia de coste
Si los efectos son temporales o para toda la vida, la vacunación generalizada podría tener un impacto sustancial en la salud pública. 270 000 mujeres de todo el mundo murieron de cáncer cervical en el 2002. El Administrador Suplente del FDA Andrew von Eschenbach dijo que la vacuna tendrá un «efecto dramático» sobre la salud de las mujeres alrededor del mundo. Incluso en los Estados Unidos, donde los programas de detección son rutina, el Instituto Nacional del Cáncer estimó que 9700 mujeres desarrollarían cáncer cervical en el 2006, y 3700 morirían.
Se espera que Merck y CSL Limitadas comercialicen Gardasil como una vacuna para el cáncer, en lugar de una vacuna STD. Sigue poco claro como será de generalizado el uso de las series de tres inyecciones, en parte por su precio de catálogo de $525 ($125 cada una por tres inyecciones).
Estudios usando diferentes modelos farmaeconómicos predicen que vacunando a mujeres jóvenes con Gardasil en combinación con los programas de detección puede ser más costo-efectivo que solo la detección. Estos resultados han sido importantes en decisiones para muchos países para empezar los programas de vacunación. Por ejemplo, el gobierno canadiense aprobó $300 millones para comprar la vacuna del VPH en el 2008 después de decidir desde estudios que la vacuna sería costo-efectiva especialmente inmunizando mujeres jóvenes. Marc Steben, un investigador de la vacuna, escribió que la carga financiera del VPH relacionada con los cánceres de las personas canadienses era alrededor de $300 millones al año en el 2005, así que la vacuna reduciría esta carga y ser costo-efectiva.
Desde que los cánceres de pene y anal son mucho menos comunes que el cáncer cervical, la vacunación del VPH en hombres jóvenes es probable que sea mucho menos costo-efectivo que para las mujeres jóvenes.

La publicación de agosto de 2009 de la Asociación Médica Americana tenía un artículo reiterando la seguridad de Gardasil y otro cuestionando la manera que era presentado a los doctores y a padres.
La nueva vacuna contra 4 tipos de papilomavirus humano (VPH) Gardasil, como otras inmunizaciones, parece ser una intervención costo-efectiva con el potencial de mejorar tanto la salud del adolescente y la calidad de sus vidas de adultos. Sin embargo, los mensajes y los métodos para los cuales la vacuna fue comercializada presentan desafíos importantes para la práctica´médica y el profesionalismo médico. Al hacer la diana de la vacuna la enfermedad del cáncer cervical, la transmisión del VPH fue minimizada, la amenaza del cáncer cervical en adolescentes fue maximizada, y las subpoblaciones de más riesgo prácticamente ignorada. El fabricante de la vacuna también proporcionó becas educacionales a las asociaciones de profesionales médicos (PMAs) preocupados con la salud del adolescentes y de las mujeres y oncología. La financiación animó a muchos PMAs a crear programas educacionales y productos específicos y agencias conferenciantes para promover el uso de la vacuna. Sin embargo, mucho del material no se dirigió a la total complejidad de las cuestiones alrededor de la vacuna y no proporcionó recomendaciones mantenidas sobre los riesgos y beneficios. Tan importantes y apropiado es para los PMAs el abogar por la vacunación como para un buen público, sus recomendaciones deben ser consistentes con uso apropiado y costo-efectivo.

## Historia
La investigación que llevó al desarrollo de la vacuna empezó en los 1980 por grupos de la Universidad de Rochester, la Universidad de Georgetown, y el Instituto Nacional del Cáncer de Estados Unidos (NCI). En 1991, los investigadores australianos Jian Zhou y Ian Frazer en la Universidad de Queensland encontraron una manera de formar un virus como partículas (VLP) no infeccioso, el cual podía activar fuertemente el sistema inmune. Sin embargo, estas VLPs, se ensamblaban pobremente y no tenían la misma estructura como el infeccioso VPH. En 1993, un laboratorio en el Instituto Nacional del Cáncer de U.S. fue capaz de generar VLPs del VPH16 que eran correctos morfológicamente. Los VIPs eran la base para el HPV16 componente de la vacuna Gardasil. A la comercialización de la vacuna, disputas implicando la posesión de la propiedad intelectual surgieron entre los grupos variados que habían jugado un papel en su desarrollo.

### Ensayos clínicos
Merck & Co. realizó un estudio de fase III llamado Mujeres Unidas para unilateralmente reducir Endo/Ectocervical Enfermedad (FUTURO II). Este ensayo clínico fue un estudio doble-ciego aleatorio con un grupo placebo controlado y un grupo de vacunación. Más de 12.000 mujeres de 16 a 26 años de edad de trece países participaron en el estudio. Cada mujer fue inyectada o con Gardasil o con un placebo un día 1, mes 2, y mes 6. En total, 6082 mujeres fueron dadas Gardasil y 6075 recibieron el placebo. Los sujetos en el grupo de la vacuna tenían una incidencia significativamente más baja de alto grado de neoplasia cervical intraepitelial relacionada con el VPH-16 o el VPH-18 que esos en el grupo del placebo. En el 27 de febrero, 2007, los Datos independientes y la Junta de Control de Seguridad recomendaron que los ensayos clínicos fueran terminados con bases éticas, así que las mujeres jóvenes con placebo pudieran recibir Gardasil. Merck probo la vacuna en varios cientos de niñas de 11 y 12-años de edad.

## Política y otra controversia

### Estados Unidos
Los grupos parentales protestaron el uso de la vacuna después que fue revelado que el productor de Gardasil, Merck & Co, estaba ejerciendo presión sobre legislaturas estatales para introducir vacunación obligatoria contra el VPH para chicas preadolescentes como un requisito para la asistencia al colegio. Algunas objeciones fueron debidas a la protección de la vacuna contra una enfermedad transmitida sexualmente, el papilomavirus humano, el principal agente causante del cáncer cervical.[cita requerida] La vacuna fue contrastada con otras vacunas autorizadas que son típicamente para enfermedades extendidas a través del contacto casual, tales como el sarampión y las paperas.[cita requerida] El 20 de febrero, 2007, Merck anunció su inmediata suspensión en esta campaña, diciendo, «Estamos preocupados que nuestro papel en apoyar los requisitos del colegio es una distracción de ese objetivo (proveyendo a las mujeres con una vacuna para el VPH), y como tal hemos suspendido nuestros esfuerzos de presión».
El gobernador de Texas, Rick Perry, emitió una orden ejecutiva añadiendo Gardasil a la lista de vacunación requerida en el estado, la cual fue más tarde dada la vuelta por la legislatura de Texas. Perry también ha permitido a los padres optar fuera del programa más fácilmente. A través de los esfuerzos de presión, Merck ha sugerido que los gobiernos hagan obligatoria la vacunación con Gardasil para la asistencia al colegio, lo cual ha disgustado a algunos grupos conservadores y a grupos libertarios. Grupos conservadores incluyendo al Consejo de Investigación de la Familia (CIF), ha expresado temor a que la vacunación con Gardasil pueda dar a las chicas un falso sentido de seguridad respecto al sexo y conduzca a la promiscuidad, pero no existe evidencia que sugiera que las chicas que estaban vacunadas más tarde atrajeran más actividad sexual que las chicas no vacunadas. La decisión de Perry más tarde fue criticada el 12 de septiembre, 2011 por los compañeros candidatos presidenciales Ron Paul y Michelle Bachman durante el debate presidencial del Partido Republicano como ser una extralimitación del poder estatal en una decisión debidamente dejada a los padres.

### Canadá
En julio del 2006, los desarrollos de Merck & Co habían llevado a Gardasil a ser introducida en Canadá. La vacuna era desarrollada para prevenir el VPH de los tipos 6, 11, 16, y 18 de infectar a esos que están sexualmente activos. La necesidad de la vacuna en Canadá fue un resultado de que el VPH fuera uno de las enfermedades más transmitidas sexualmente teniendo lugar en el país. Sin embargo, la forma en que el gobierno y las compañías farmacéuticas se dedicaban a hacer campaña a la vacuna en todo el país resultó ser problemático. Como un resultado de la audiencia diana para la vacuna siendo mujeres entre las edades de 9 a 26, el gobierno canadiense dio la vuelta al sistema escolar para administrar la vacuna. El gobierno federal canadiense utilizó 300 millones de dólares en tres años para ayudar a administrar la vacuna en todas las escuelas. En 2007 los programas basados en la escuela provincial usaron el dinero para vacunar a los niños en edad escolar. En 2007 los debates entre el público llegó a ser prominente como resultado de los gobiernos provinciales dirigidas a los niños en el grado 8 para la vacuna. Los debates se convirtieron en controversia por la escala de edad utilizada para ser vacunados y porque en el momento que la vacuna estaba empezando a ser usada, no había datos a largo plazo provistos por los ensayos clínicos. Los problemas también surgieron de las campañas usadas para la vacuna porque las mujeres jóvenes siendo vacunadas no se estaban tomando en consideración respecto a como se sentían sobre ser vacunadas.

### Japón
En junio del 2013, el gobierno japonés emitió un aviso que «las vacunaciones del cáncer cervical ya no deberían ser recomendadas para las chicas de las edades de 12 a 16». Las vacunas vendidas en Japón son Cervarix, hecha por GlaxoSmithKlein PLC de Gran Bretaña, y Gardasil, hecha por Merck Sharp & Dohme. Un estimado de 3,28 millones de personas han recibido la vacuna; 1968 casos de posibles efectos secundarios han sido informados.
Esta es la segunda vez que el gobierno japonés ha suspendido una vacuna. Un análisis del medicamento encontró 245,1 informes de efectos secundarios por millón de vacunaciones para Cervarix y 155,7 informes por millón para Gardasil. Había otras dos vacunas analizadas simultáneamente; los informes de esos efectos secundarios fueron 89,1 por millón de las vacunas para neumococos y 67,4 por millón para las vacunas japonesas para la encefalitis.